# Núria Gibert i Dasca
Núria Gibert i Dasca   (Gràcia, 1985) és una política i activista catalana, militant de la Candidatura d'Unitat Popular.
És graduada en filosofia i laboralment es dedica a la gestió cultural. Va ser membre del Secretariat Nacional del 2016 al 2018 d'aquest partit i també portaveu a nivell nacional, i va ser segona Tinenta d'alcaldia de Drets Socials a l'Ajuntament de Sant Cugat del Vallès i portaveu del grup municipal de la CUP-CC a l'Ajuntament de Sant Cugat del Vallès. El 2015 la seva candidatura amb Procés Constituent va ser segona força del consistori amb un 15,2% dels vots i esdevenint cap de l'oposició. Per a les eleccions del 2017 va prendre una posició molt crítica amb el masclisme de Ciutadans i amb l'autonomisme.
El 2019 es van fer virals unes declaracions al Ple de Sant Cugat on contestava als regidors de Ciutadans sobre la violència i els aldarulls contra la sentència als presos polítics del Tribunal Suprem.
Ha militat a Maulets, Alternativa Estel, va ser membre del Casal Popular La Guitza, de Cal Temerari.